# Deltorhinum kempffmercadoi
Deltorhinum kempffmercadoi är en skalbaggsart som beskrevs av François Génier 2010. Deltorhinum kempffmercadoi ingår i släktet Deltorhinum och familjen bladhorningar. Inga underarter finns listade i Catalogue of Life.